# Joseph-Boniface Franque

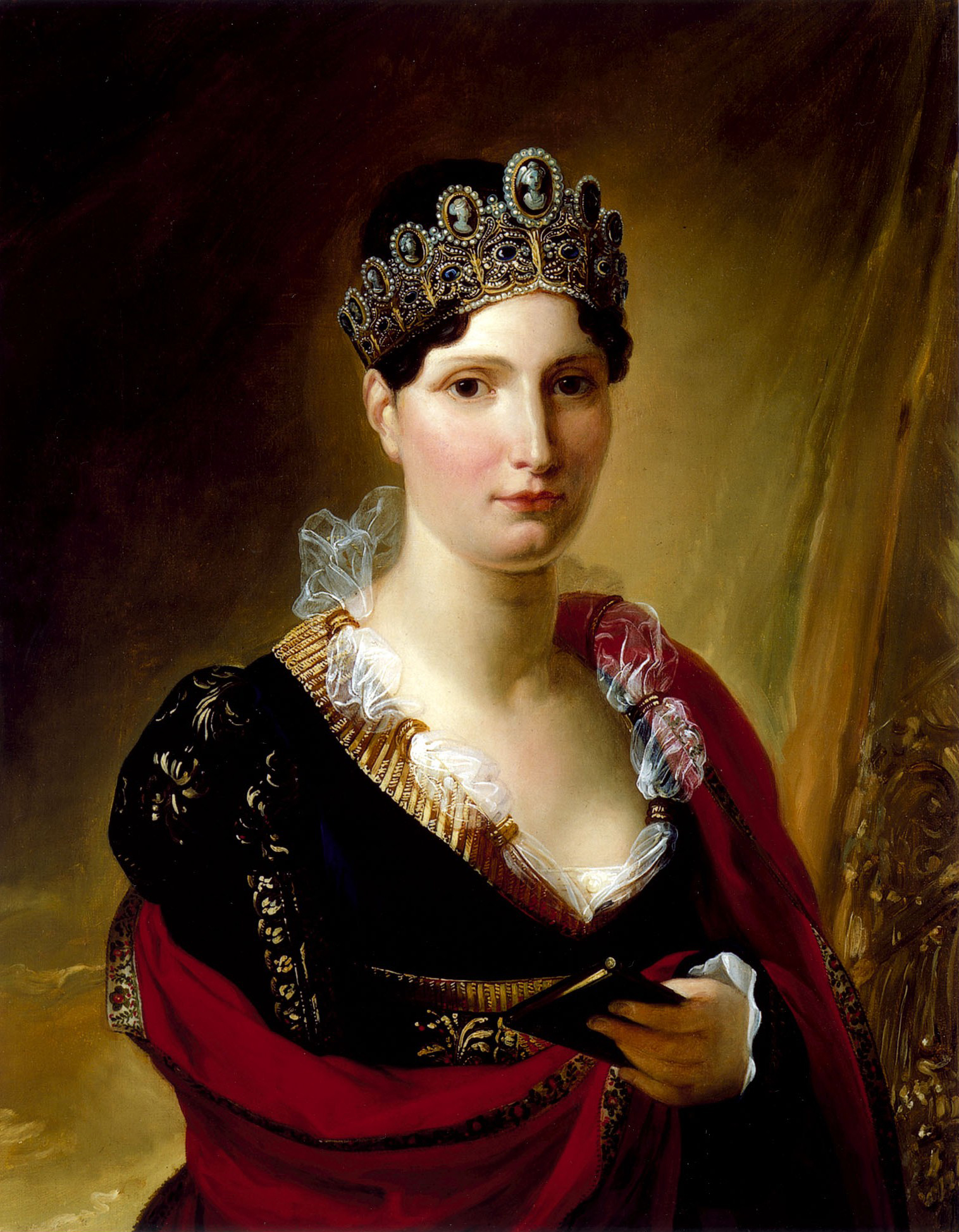
Joseph-Boniface Franque, Ritratto di Elisa Bonaparte, 1812

Joseph-Boniface Franque (Buis-les-Baronnies, 1774 – Napoli, 1833) è stato un pittore e docente francese.

## Biografia
Fratello gemello Jean-Pierre Franque, Joseph-Boniface beneficiò, come il fratello, dell'assistenza finanziaria dalla Convenzione nazionale, in virtù del decreto del 15 gennaio 1792. I fratelli diverranno in seguito studenti di David. Nel laboratorio di quest'ultimo, si avvicineranno al gruppo secte le Barbus guidato da Pierre-Maurice Quays.
Nel 1812, Joseph Boniface lasciò la Francia per l'Italia, dopo che Elisa Bonaparte lo nominò l'anno successivo insegnante d'arte presso l'Accademia di Carrara. Successivamente si affermò come insegnante di disegno all'Accademia di Belle Arti di Napoli, e ne divenne in seguito il direttore.

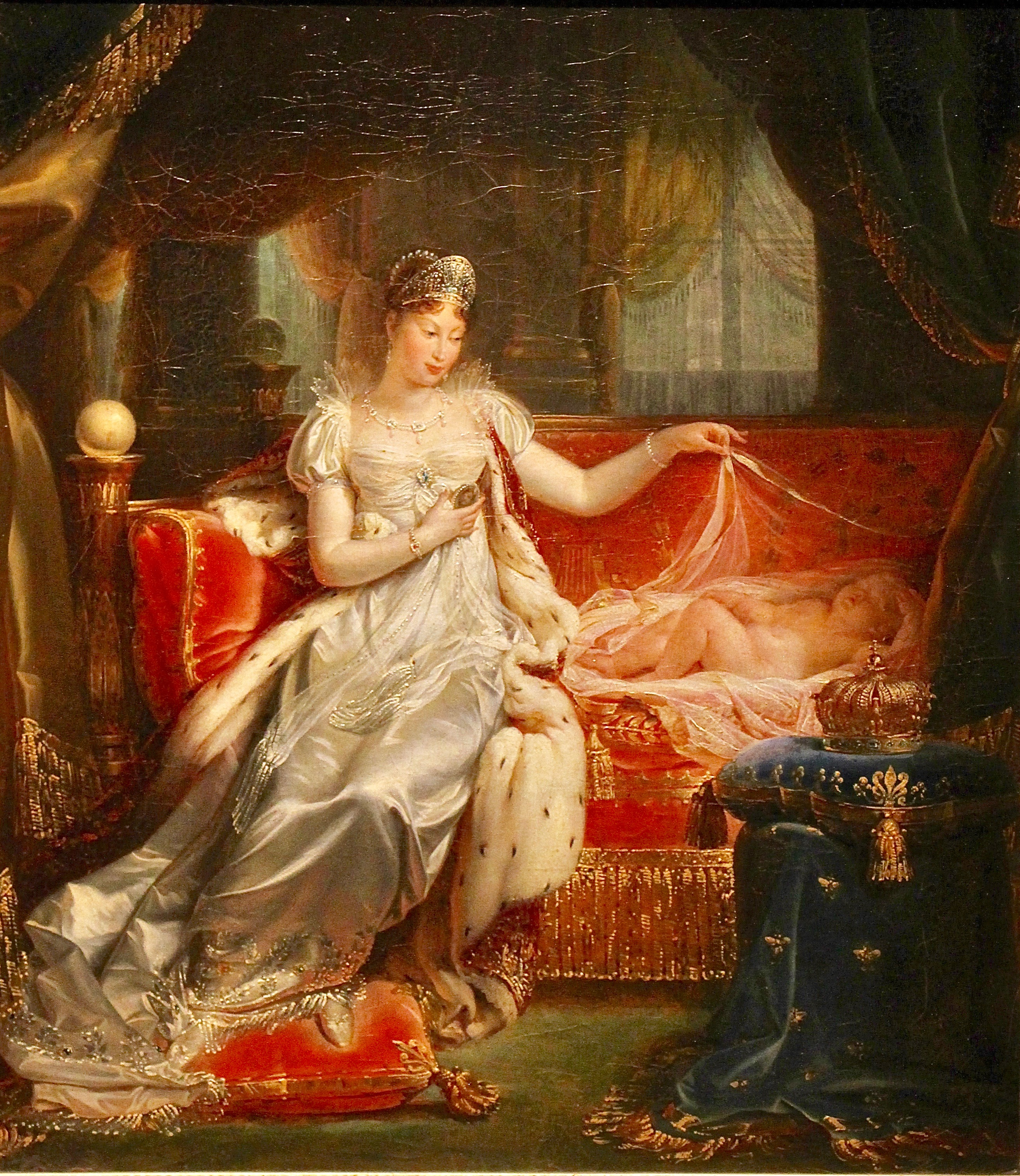
Joseph-Boniface Franque, L'imperatrice Maria Luisa veglia il sonno del Re di Roma, Castello di Versailles

Alla Galleria dell'Accademia di Napoli sono presenti due opere di Joseph-Boniface Franqueː Studio per il ritratto del duca di Berry, olio su tela, 75x100 cm, e Ritratto del duca di Berry, olio su tela, 198,5x248 cm, datato 1826.